# Ronde van Frankrijk 2024/Tiende etappe
De tiende etappe van de Ronde van Frankrijk 2024 was een vlakke met een lengte van 187,3 kilometer. De etappe werd verreden op 9 juli met start in Orléans en eindigde in Saint-Amand-Montrond.

## Parcours
Met minder dan 1.000 hoogtemeters was sprake van een vrijwel vlakke rit. Waaiers waren niet uit te sluiten, waardoor de klassementsrenners op hun hoede moesten zijn.

## Verloop
Na een reeks ereplaatsen behaalde Jasper Philipsen eindelijk zijn eerste ritzege in de Tour van 2024. Met een perfecte sprint, aangetrokken door wereldkampioen Mathieu van der Poel, klopte Philipsen groene truidrager Biniam Girmay met grote afstand. De Duitser Pascal Ackermann werd derde gevolgd door Wout Van Aert. De mogelijke waaieretappe werd zonder veel wind een wandeletappe.
| Orléans – Saint-Amand-Montrond (187,3 km) |                   |                            |          |
| Plaats                                    | Naam              | Ploeg                      | Tijd     |
| 1                                         | Jasper Philipsen  | Alpecin-Deceuninck         | 4u20'06" |
| 2                                         | Biniam Girmay     | Intermarché-Wanty          | z.t.     |
| 3                                         | Pascal Ackermann  | Israel-Premier Tech        | z.t.     |
| 4                                         | Wout Van Aert     | Team Visma-Lease a Bike    | z.t.     |
| 5                                         | Fernando Gaviria  | Movistar Team              | z.t.     |
| 6                                         | Sam Bennett       | Decathlon AG2R La Mondiale | z.t.     |
| 7                                         | John Degenkolb    | Team dsm-firmenich PostNL  | z.t.     |
| 8                                         | Phil Bauhaus      | Bahrain-Victorious         | z.t.     |
| 9                                         | Dylan Groenewegen | Team Jayco AlUla           | z.t.     |
| 10                                        | Axel Zingle       | Cofidis                    | z.t.     |

 –  Kobe Goossens was de strijdlustigste renner van de tiende etappe.

## Klassementen

### Algemeen klassement
| Algemeen klassement (gele trui) |                  |                         |           |
| Plaats                          | Naam             | Ploeg                   | Tijd      |
| Gele trui                       | Tadej Pogačar    | UAE Team Emirates       | 40u02'48" |
| 2                               | Remco Evenepoel  | Soudal Quick-Step       | + 33"     |
| 3                               | Jonas Vingegaard | Team Visma-Lease a Bike | + 1'15"   |
| 4                               | Primož Roglič    | BORA-hansgrohe          | + 1'36"   |
| 5                               | Juan Ayuso       | UAE Team Emirates       | + 2'16"   |
| 6                               | João Almeida     | UAE Team Emirates       | + 2'17"   |
| 7                               | Carlos Rodríguez | INEOS Grenadiers        | + 2'31"   |
| 8                               | Mikel Landa      | Soudal Quick-Step       | + 3'35"   |
| 9                               | Derek Gee        | Israel-Premier Tech     | +4'02"    |
| 10                              | Matteo Jorgenson | Team Visma-Lease a Bike | + 4'03"   |

### Puntenklassement
| Puntenklassement (groene trui) |                  |                    |        |
| Plaats                         | Naam             | Ploeg              | Punten |
| Groene trui                    | Biniam Girmay    | Intermarché-Wanty  | 267    |
| 2                              | Jasper Philipsen | Alpecin-Deceuninck | 193    |
| 3                              | Jonas Abrahamsen | Uno-X Mobility     | 107    |
| 4                              | Anthony Turgis   | TotalEnergies      | 101    |
| 5                              | Fernando Gaviria | Movistar Team      | 100    |

### Bergklassement
| Bergklassement (bolletjestrui) |                  |                         |        |
| Plaats                         | Naam             | Ploeg                   | Punten |
| Bolletjestrui                  | Jonas Abrahamsen | Uno-X Mobility          | 33     |
| 2                              | Tadej Pogačar    | UAE Team Emirates       | 20     |
| 3                              | Valentin Madouas | Groupama-FDJ            | 16     |
| 4                              | Jonas Vingegaard | Team Visma-Lease a Bike | 15     |
| 5                              | Remco Evenepoel  | Soudal Quick-Step       | 12     |

### Jongerenklassement
| Jongerenklassement (witte trui) |                   |                         |           |
| Plaats                          | Naam              | Ploeg                   | Tijd      |
| Witte trui                      | Remco Evenepoel   | Soudal Quick-Step       | 10u03'21" |
| 2                               | Juan Ayuso        | UAE Team Emirates       | + 1'43"   |
| 3                               | Carlos Rodríguez  | INEOS Grenadiers        | +1'58"    |
| 4                               | Matteo Jorgenson  | Team Visma-Lease a Bike | +3'30"    |
| 5                               | Santiago Buitrago | Bahrain Victorious      | +5'20"    |

### Ploegenklassement
| Ploegenklassement |                   |            |
| Plaats            | Ploeg             | Tijd       |
|                   | UAE Team Emirates | 120u13'19" |
| 2                 | Soudal Quick-Step | +6'04"     |
| 3                 | INEOS Grenadiers  | +6'45"     |
| 4                 | BORA-hansgrohe    | +7'41"     |
| 5                 | Movistar Team     | +12'41"    |

## Uitvaller
- Aleksandr Vlasov (BORA-hansgrohe): Niet meer gestart door enkelbreuk na val in de 9e rit.

1e etappe ·
2e etappe ·
3e etappe ·
4e etappe ·
5e etappe ·
6e etappe ·
7e etappe ·
8e etappe ·
9e etappe ·
10e etappe ·
11e etappe ·
12e etappe ·
13e etappe ·
14e etappe ·
15e etappe ·
16e etappe ·
17e etappe ·
18e etappe ·
19e etappe ·
20e etappe ·
21e etappe
Startlijst · Eindstanden · Afbeeldingen